# Клеманса
Клеманса (фр. Clémensat) насеље је и општина у централној Француској у региону Оверња, у департману Пиј де Дом која припада префектури Исоар.
По подацима из 2011. године у општини је живело 112 становника, а густина насељености је износила 34,89 становника/km². Општина се простире на површини од 3,21 km². Налази се на средњој надморској висини од 530 метара (максималној 780 m, а минималној 536 m).

## Демографија
| 1962. | 1968. | 1975. | 1982. | 1990. | 1999. | 2011. |
| ----- | ----- | ----- | ----- | ----- | ----- | ----- |
| 61    | 65    | 50    | 58    | 69    | 80    | 112   |

График промене броја становника у току последњих година